# چپکسین
چپکسین روستایی در استان ریفت والی، کنیا می‌باشد.